# オキサゾール
オキサゾール (oxazole) は、分子式 C3H3NO、分子量 69.06 の複素環式芳香族化合物のアミンの一種である。オキサゾールはアゾールの窒素から一つ隔てた炭素が酸素で置換されている。消防法に定める第4類危険物 第1石油類に該当する。

## 物性
オキサゾールは芳香族化合物であるが、チアゾールよりは芳香族性が少ない。そして弱い塩基性を示し、イミダゾールの場合は7.0であるのに対して、オキサゾールの共役酸のpKaは0.8である。

## 合成法
有機化学での古典的なオキサゾールの合成法を次に示す
- ロビンソン・ガブリエル合成 - 2-アシルアミノケトンの脱水反応による。
- フィッシャーのオキサゾール合成 - シアノヒドリンとアルデヒドより合成。
- ブレデレク反応 - α-ハロケトンとホルムアルデヒドより合成。

文献的には次の方法が報告されている。
- オキサゾリンは特定のプロバルギルアミドが環化異性化反応することによっても生成する。ある研究[5]によると、オキサゾールはプロパルギルアミンとベンゾイルクロリドとからアミドを生成し、続く薗頭カップリングにより導入されるもう一つのベンゾイルクロリドの等価体である末端アルキンとがパラトルエンスルホン酸の触媒により環化異性化するワンポット合成により生成する。

- 他のオキサゾールの研究報告としてベンゾイルクロリドとイソニトリルとから合成する方法が知られている [6]:

## 反応性
- オキサゾールのC2位を脱プロトン化すると、開環したイソニトリルが生成することがしばしばある。
- 活性化基 (activating group) の存在よりC5位に 芳香族求電子置換反応が進行する。
- C2位の脱離基の存在により芳香族求核置換反応が進行する。
- オキサゾールのジエン構造に対してディールス・アルダー反応が進行すると、酸素を失ったピリジン体が生成する。
- 熱による転位反応であるコンフォース転位 により4-アシルオキサゾールはアシル残基がC5位に転位する。
- 種々の酸化反応が知られている。ある研究[7]では4,5-ジフェニルオキサゾールに3当量の硝酸セリウムアンモニウム (CAN) により、ホルムアミドと安息香酸が生成するという報告がある。

平衡半反応によりオキサゾール1当量あたり3当量の水が消費され4当量のプロトン4当量の電子から4価のセリウム(CeIV)が誘導される。

## 生化学
生体物質の領域において、オキサゾールは非リボゾーム性タンパク質のセリンあるいはトレオニンが酸化的に閉環して生成する。
1. 酵素による環化
2. 脱水によるオキサゾリン環の形成
3. 酵素による脱水素（酸化）

オキサゾールは、その構造上の酸素が硫黄に置換したチアゾールに比べると、生体物質としては豊富とはいえない。